# Mistrovství světa v basketbalu žen 1990
11. mistrovství světa  v basketbalu žen proběhlo v dnech 12. – 22. července v Malajsii.
Na turnaji startovalo šestnáct účastníků, rozdělených do čtyř čtyřčlenných skupin, z nichž první dva týmy postoupily do dvou čtvrtfinálových skupin. Týmy z prvního a druhého místa postoupily do semifinále, Třetí a čtvrtý tým hrál o 5. – 8. místo. Družstva která v základní skupině skončila na třetím a čtvrtém místě hrála o ve dvou čtyřčlenných skupinách o 9. – 16. místo, týmy pak hrály podle pořadí ve skupině, vyřazovacím systémem o další umístění. Mistrem světa se stalo družstvo USA.

## Výsledky a tabulky

### Základní skupiny

#### Skupina A
|    |           | BUL    | AUS   | ITA    | MAY    | V | P | Skóre   | B |
| 1. | Bulharsko | ***    | 77:71 | 63:67  | 130:36 | 2 | 1 | 270:194 | 5 |
| 2. | Austrálie | 71:77  | ***   | 66:59  | 96:27  | 2 | 1 | 220:165 | 5 |
| 3. | Itálie    | 67:63  | 59:66 | ***    | 107:48 | 2 | 1 | 233:177 | 5 |
| 4. | Malajsie  | 56:130 | 27:96 | 48:107 | ***    | 0 | 3 | 131:222 | 3 |

 Austrálie –  Malajsie 96:27 (51:10)
12. července 1990
 Itálie –  Bulharsko 67:63 (27:31)
12. července 1990
 Bulharsko –  Malajsie 130:56 (59:29)
13. července 1990
 Austrálie –  Itálie 66:59 (31:32)
13. července 1990
 Itálie –  Malajsie 107:48 (52:20)
14. července 1990
 Bulharsko –  Austrálie 77:71 (37:34)
14. července 1990

#### Skupina B
|    |          | URS    | CAN   | BRA   | JPN    | V | P | Skóre   | B |
| 1. | SSSR     | ***    | 88:53 | 95:67 | 103:79 | 3 | 0 | 288:199 | 6 |
| 2. | Kanada   | 53:88  | ***   | 74:56 | 75:69  | 2 | 1 | 202:213 | 5 |
| 3. | Brazílie | 67:95  | 56:74 | ***   | 91:79  | 1 | 2 | 214:258 | 4 |
| 4. | Japonsko | 79:103 | 69:75 | 79:91 | ***    | 0 | 3 | 227:289 | 3 |

 SSSR –  Japonsko 103:79 (53:39)
12. července 1990
 Kanada –  Brazílie 74:56 (28:33)
12. července 1990
 Kanada –  Japonsko 75:69 (33:35)
13. července 1990
 SSSR –  Brazílie 95:67 (46:36)
13. července 1990
 Brazílie –  Japonsko 91:79 (52:43)
14. července 1990
 SSSR –  Kanada 88:53 (41:24)
14. července 1990

#### Skupina C
|    |             | USA    | TCH   | KOR   | SEN    | V | P | Skóre   | B |
| 1. | USA         | ***    | 86:59 | 87:55 | 106:36 | 3 | 0 | 279:150 | 6 |
| 2. | ČSFR        | 59:86  | ***   | 67:60 | 93:37  | 2 | 1 | 219:183 | 5 |
| 3. | Jižní Korea | 55:87  | 60:67 | ***   | 72:53  | 1 | 2 | 187:207 | 4 |
| 4. | Senegal     | 36:106 | 37:93 | 53:72 | ***    | 0 | 3 | 133:280 | 3 |

 USA –  Senegal 106:36 (52:22)
12. července 1990
 ČSFR –  Jižní Korea 67:60 (41:28)
12. července 1990
 ČSFR –  Senegal 93:37 (34:18)
13. července 1990
 USA –  Jižní Korea 87:55 (44:34)
13. července 1990
 Jižní Korea –  Senegal 72:53 (34:22)
14. července 1990
 USA –  ČSFR 86:59 (50:27)
14. července 1990

#### Skupina D
|    |            | YUG   | CUB   | CHN   | ZAI   | V | P | Skóre   | B |
| 1. | Jugoslávie | ***   | 75:68 | 88:70 | 64:39 | 3 | 0 | 227:177 | 6 |
| 2. | Kuba       | 68:75 | ***   | 88:84 | 76:60 | 2 | 1 | 232:219 | 5 |
| 3. | Čína       | 70:88 | 84:88 | ***   | 69:50 | 1 | 2 | 223:226 | 4 |
| 4. | Zair       | 39:64 | 60:76 | 50:69 | ***   | 0 | 3 | 149:209 | 3 |

 Jugoslávie –  Zair 64:39 (30:19)
12. července 1990
 Kuba –  Čína 88:84 (47:48)
12. července 1990
 Čína –  Zair 69:50 (33:19)
13. července 1990
 Jugoslávie –  Kuba 75:68 (37:32)
13. července 1990
 Kuba –  Zair 76:60 (45:32)
14. července 1990
 Jugoslávie –  Čína 88:70 (43:29)
14. července 1990

### Čtvrtfinále

#### Skupina A
|    |            | YUG   | TCH   | URS   | AUS   | V | P | Skóre   | B |
| 1. | Jugoslávie | ***   | 81:66 | 64:63 | 80:70 | 3 | 0 | 225:199 | 6 |
| 2. | ČSFR       | 66:81 | ***   | 82:79 | 83:54 | 2 | 1 | 231:214 | 5 |
| 3. | SSSR       | 63:64 | 79:82 | ***   | 70:60 | 1 | 2 | 212:206 | 4 |
| 4. | Austrálie  | 70:80 | 54:83 | 60.70 | ***   | 0 | 3 | 184:233 | 3 |

 SSSR –  Austrálie 70:60 (40:33)
17. července 1990
 Jugoslávie –  ČSFR 81:66 (45:44)
17. července 1990
 ČSFR –  SSSR 82:79 (49:37, 72:72)
18. července 1990
 Jugoslávie –  Austrálie 80:70 (42:34)
18. července 1990
 ČSFR –  Austrálie 83:54 (42:33)
19. července 1990
 Jugoslávie –  SSSR 64:63 (36:38)
19. července 1990

#### Skupina B
|    |           | USA   | CUB   | BUL   | CAN   | V | P | Skóre   | B |
| 1. | USA       | ***   | 87:78 | 93:72 | 95:70 | 3 | 0 | 275:220 | 6 |
| 2. | Kuba      | 78:87 | ***   | 75:56 | 75:69 | 2 | 1 | 228:212 | 5 |
| 3. | Bulharsko | 72:93 | 56:75 | ***   | 65:61 | 1 | 2 | 193:229 | 4 |
| 4. | Kanada    | 70:95 | 69:75 | 61:65 | ***   | 0 | 3 | 200:235 | 3 |

 USA –  Kanada 95:70 (41:42)
17. července 1990
 Kuba –  Bulharsko 83:81 (47:43)
17. července 1990
 Bulharsko –  Kanada 65:61 (26:29)
18. července 1990
 USA –  Kuba 87:78 (45:47)
18. července 1990
 Kuba –  Kanada 75:69 (33:36)
19. července 1990
 USA –  Bulharsko 93:72 (52:38)
19. července 1990

### Semifinále
USA –  ČSFR 87:59 (48:35)
21. července 1990
 Jugoslávie –  Kuba 74:66 (37:28)
21. července 1990

### Finále
USA –  Jugoslávie 88:78 (41:31)
22. července 1990

### O 3. místo
Kuba –  ČSFR 83:61 (52:34)
22. července 1990

### O 5. – 8. místo
SSSR –  Kanada 80:56 (39:39)
21. července 1990
 Austrálie –  Bulharsko 73:71 (33:40)
21. července 1990

#### O 5. místo
SSSR –  Austrálie 97:73 (54:28)
22. července 1990

#### O 7. místo
Kanada –  Bulharsko 75:56 (42:25)
22. července 1990

### O 9. – 16. místo

#### Skupina A
|    |             | KOR    | JPN    | ITA   | ZAI   | V | P | Skóre   | B |
| 1. | Jižní Korea | ***    | 100:84 | 81:70 | 79:70 | 3 | 0 | 260:224 | 6 |
| 2. | Japonsko    | 84:100 | ***    | 81:78 | 80:63 | 2 | 1 | 220:165 | 5 |
| 3. | Itálie      | 70:81  | 78:81  | ***   | 74:64 | 1 | 2 | 222:226 | 4 |
| 4. | Zair        | 70:79  | 63:80  | 64:74 | ***   | 0 | 3 | 197:233 | 3 |

 Itálie –  Zair 74:64( 40:38)
16. července 1990
 Jižní Korea –  Japonsko 100:84 (49:34)
16. července 1990
 Japonsko –  Itálie 81:78 (35:40, 71:71)
17. července 1990
 Jižní Korea –  Zair 79:70 (34:34)
17. července 1990
 Japonsko –  Zair 80:63 (41:30)
18. července 1990
 Jižní Korea –  Itálie 81:70 (38:29)
18. července 1990

#### Skupina B
|    |          | BRA    | CHN    | SEN    | MAY    | V | P | Skóre   | B |
| 1. | Brazílie | ***    | 100:97 | 75:55  | 143:50 | 3 | 0 | 318:202 | 6 |
| 2. | Čína     | 97:100 | ***    | 106:55 | 123:49 | 2 | 1 | 326:204 | 5 |
| 3. | Senegal  | 55:75  | 55:106 | ***    | 73:41  | 1 | 2 | 183:222 | 4 |
| 4. | Malajsie | 50:143 | 49:123 | 41:73  | ***    | 0 | 3 | 140:349 | 3 |

 Brazílie –  Malajsie 143:50 (66:20)
16. července 1990
 Čína –  Senegal 106:55 (52:31)
16. července 1990
 Brazílie –  Čína 100:97 (52:44)
17. července 1990
 Senegal –  Malajsie 73 :41 (36:19)
17. července 1990
 Čína –  Malajsie 123:49 (67:19)
18. července 1990
 Brazílie –  Senegal 75:55 (38:32)
18. července 1990

### O 9. – 12. místo
Čína –  Jižní Korea 81:80 (40:46)
21. července 1990
 Brazílie –  Japonsko 100:90 (54:47)
21. července 1990

#### O 9. místo
Čína –  Brazílie 95:90 (50:47)
22. července 1990

#### O 11. místo
Jižní Korea –  Japonsko 98:62 (45:30)
22. července 1990

### O 13. – 16. místo
Itálie –  Malajsie 128:60 (70:28)
21. července 1990
 Senegal –  Zair 60:52 (34:24)
21. července 1990

#### O 13. místo
Itálie –  Senegal 76:57 (37:23)
22. července 1990

#### O 15. místo
Zair –  Malajsie 88:46 (42:14)
22. července 1990

## Soupisky
1.  USA
| - Carolyn Jones - Cynthia Cooper - Jennifer Azzi - Katrina Mc Clain | - Lynette Woodard - Medina Dixon - Sonia Henning - Tammy Jackson | - Teresa Edwards - Vicki Hall - Vickie Orr - Vicky Bullett |

- Trenér: Theresa Grentz

2.  Jugoslávie
| - Andjelija Arbutinová - Bojana Miloševičová - Danijela Iličová - Danira Nakičová | - Eleonora Wildová - Kornelija Kvešičová - Mara Lakičová - Nina Bjedová | - Razija Mujanovičová - Sladjana Goličová - Tima Dzebová - Vesna Bajkusaová |

- Trenéři: Mihajlo Vukovič

3.  Kuba
| - Ana Hernandez - Beatriz Perdomo - Dalia Henry - Gestrudis Gomez | - Judith Aguila - Leonor Borrell - Licet Castillo - Maria Leon | - Odalys Cala - Olga Vigil - Regla Herdandez - Yamilet Martinez |

- Trenér: Tomas Martinez

4.  ČSFR
| - Andrea Chupíková - Anna Janoštinová - Erika Dobrovičová - Eva Kalužáková | - Eva Křížová - Eva Němcová - Irma Valová - Renata Hiráková | - Václava Jirášková - Iveta Bieliková - Zora Brziaková - Zuzana Vasilková |

- Trenér: Miroslav Vondřička, Štefan Garba

5.  SSSR
| - Jelena Bounaitancová - Jelena Chvajbovičová - Jelena Choudachovová - Jelena Mozgovová | - Galina Savická - Irina Ševčuková - Irina Minchová - Irina Soumnikovová | - Marina Tkačenková - Natalia Zasoulská - Olga Jeková - Světlana Kuzněcovová |

- Trenér: Jevguenij Gomelski.

6.  Austrálie
| - Jenny Reisener - Joanne Moyle - Karen Dalton - Lucille Hamilton | - Marina Oearce - Michele Timms - Rachael Sporn - Robyn Maher | - Samantha Thornton - Sandra Brondello - Shelley Gorman - Tracey Browning |

- Trenér: Roberto Cadee.

7.  Kanada
| - Andrea Blackwell - Anna Stammberger - Carol Hamilton - Chantal St. Martin | - Cori Blackrough - Janet Fowler - Jodi Evans - Karla Karch | - Kim Bertholet - Lori Clarke - Merelynn Lange - Michelle Henry |

- Trenér: Husey Wayne.

8.  Bulharsko
| - Evladia Slavčevová - Kostadinka Radkovová - Krassimira Bannovová - Larisa Sachovová | - Lidia Varbanovová - Madlena Stanevová - Mariana Naidenová - Mariana Čobanovová | - Nina Nadjijanková - Polina Tzeková - Sonia Dragomirová - Vania Popovová |

- Trenér: Ivan Lepičev.

9.  Čína
| - Chumnei Xu - Dongmei Li - Fang Wang - Giang Ling | - Hui Chu - Ping Peng - Qing Liu - Wei Zheng | - Xin Li - Xuilan Xue - Yun Hu - Zheng Haixia |

- Trenéři: Changxin Lu, Zangxing Wang.

10.  Brazílie
| - Ana Lúcia Mota - Ana Paula Monteiro - Hortência Marcari - Janeth Arcain | - Joycemara Batista - Maria Paula Gonçalves - Nádia Lima - Roseli Gustavo | - Ruth de Souza - Simone Pontello - Vânia Teixeira - Yngrid Cabral |

- Trenér: Maria Helena Cardoso.

11.  Jižní Korea
| - Ae-Kueong Lim - Eun-Sook Chun - Eun-Soon Chung - Hyung-Suk Lee | - Jeong-A Seong - Jeong-Ae Yoo - Kang-Hee Lee - Kyong-Hwa Seo | - Kyung-Hee Choi - Mi-Kyeong Jeong - Mun-Ju Cho - Sook-Rye Ha |

- Trenér: Joo-Hyun Chung.

12.  Japonsko
| - Aki Ichijo - Hiroe Kikizaki - Hiroko Tanabe - Kagari Yamada | - Kikuko Mikawa - Kyomi Sumi - Mariko Muramatsu - Mayumi Kuroda | - Mikiko Hagiwara - Norie Suzuki - Takako Kato - Takami Takeuchi |

- Trenér: Fumikazu Nakagawa.

13.  Itálie
| - Anna Costalunga - Catarina Pollini - Cinzia Bianco - Cinzia Zanotti | - Cristina Rivellini - Laura Gori - Mara Fullin - Marisa Comelli | - Renata Salvestrini - Silvia Todeschini - Stefania Passaro - Stefania Stanzani |

- Trenér: Aldo Corno.

14.  Senegal
| - Adama Diakhte - Adama Diop - Anemarie Dioh - Astou Ndiaye | - Douty Ndoye - Khadidiatou Diop - Mame Meengue - Martana Kayara | - Marthe Ndiaye - Nathalie Sagna - Ramatoulaye Diakhate - Tegaye Niang |

- Trenér: Ibrahima Diagne.

15.  Zair
| - Ana Kano - Iyoko Lingenga - Kasala Kamanga - Lomboto Bofonda | - Lomboto Bompoko - Mboli Alele - Mukendi Mbuyi - Mwabilayi Ntumba | - Ndombasi Nsimbweni - Nsunda Ngoyi - Obudu Okako - Osudu Okako |

- Trenéři: Ngenda Lomani, Abongo Malu.

16.  Malajsie
| - Chu Tan Poh - Eng Lim Hoon - Fong Chin Kim - Hung Lee Hai | - Keng Wan Geok - Leng See Peck - Maggie Teo - May Lew Joo | - Nee Chew Kun - Shan Neo Sheau - Sim Ooi Ping - Young Tan Kim |

- Trenér: Wang Deli

## Konečné pořadí
| Pořadí           | Tým         | Z | V | P | Skóre   | B  |
| ---------------- | ----------- | - | - | - | ------- | -- |
| Zlatá medaile    | USA         | 8 | 8 | 0 | 729:507 | 16 |
| Stříbrná medaile | Jugoslávie  | 8 | 7 | 1 | 604:530 | 15 |
| Bronzová medaile | Kuba        | 8 | 5 | 3 | 617:591 | 13 |
| 4.               | ČSFR        | 8 | 4 | 4 | 570:567 | 12 |
| 5.               | SSSR        | 8 | 6 | 2 | 675:534 | 14 |
| 6.               | Austrálie   | 8 | 3 | 5 | 563:564 | 11 |
| 7.               | Kanada      | 8 | 3 | 5 | 533:584 | 11 |
| 8.               | Bulharsko   | 8 | 3 | 5 | 615:579 | 11 |
| 9.               | Čína        | 8 | 5 | 3 | 725:600 | 13 |
| 10.              | Brazílie    | 8 | 5 | 3 | 722:635 | 13 |
| 11.              | Jižní Korea | 8 | 5 | 3 | 624:708 | 13 |
| 12.              | Japonsko    | 8 | 2 | 6 | 624:708 | 10 |
| 13.              | Itálie      | 8 | 5 | 3 | 659:520 | 13 |
| 14.              | Senegal     | 8 | 2 | 6 | 426:621 | 10 |
| 15.              | Zair        | 8 | 1 | 7 | 456:548 | 9  |
| 16.              | Malajsie    | 8 | 0 | 8 | 377:888 | 8  |